# Catada polysticta
Catada polysticta là một loài bướm đêm trong họ Erebidae.